# Run to the Sun/Walk with Dreams
「Run to the Sun/Walk with Dreams」（ラン・トゥ・ザ・サン/ウォーク・ウィズ・ドリームズ）は、Dragon Ashの24枚目のシングル。2012年9月19日にMOB SQUADから発売。

## 概要
Dragon Ash久々のダブル表題曲シングル。
昨年末から今春にかけシングル用にレコーディングが行なわれていた。二極性な「LOUD」と「PEACE」と機軸に、「走る」と「歩く」に置き換えた楽曲となった。「Walk with Dreams」は既に7月4日より配信限定シングルにて発表。逝去したベーシストIKUZONEこと馬場育三が生前に携わった最後の楽曲。
今作のジャケットはkjがデザイン。ベースギターを手に太陽に向かって走る少年と、めざす空に舞う7羽の鳥が描かれたビジュアルで、「R.I.P IKUZONE」とのメッセージが入った。
C/W曲は、遺された6人のメンバーの話合によって、生前IKUZONEと縁が深かったアーティストによるリミックス収録を決定。I.N.A（hide with Spread Beaver）とToshiya（DIR EN GREY）の二人にオファー。その結果、両者の快諾もあってリミックス曲の完成に至った。
今作はCDとCD＋DVDの2形態。DVDには2曲のMVに加え、IKUZONEの追悼ツアー「Dragon Ash Live ～REST IN PEACE IKUZONE～」の全公演で上映されたビデオ「REST IN PEACE IKUZONE -memorial video-」が収録。同映像は、デビュー前のレコーディングからIKUZONEの最後のステージに至るまでのDragon Ashヒストリーを、IKUZONEにフォーカスを当てながら綴った35分のメモリアル・ビデオ。ライブ終了後にDVD化要望が多く寄せられたことから、本作への収録が決定。

## 収録曲
作詞：Kj　作曲・編曲：Dragon Ash
1. Run to the Sun
2. Walk with Dreams
3. Run to the Sun "RockStar mix" Remix by I.N.A（hide with Spread Beaver）
4. Walk with Dreams "Live On" Remix by Toshiya（DIR EN GREY）

## DVD
1. Run to the Sun -VIDEO CLIP-
2. Walk with Dreams -VIDEO CLIP-
3. REST IN PEACE IKUZONE -memorial video-